# Radesingel 13 (Groningen)
Het pand Radesingel 13 in de Nederlandse stad Groningen is een monumentaal herenhuis.

## Beschrijving
Het herenhuis aan de zuidzijde van de Radesingel maakt met de panden op de nummers 15, 17 en 19 deel uit van een ensemble van vier aaneengeschakelde herenhuizen. Het werd 1899-1900 gebouwd, in een eclectische stijl, naar een ontwerp van de Groninger architect Piebe Belgraver (1854-1916).
Het herenhuis is drie raamtraveeën breed en telt drie woonlagen. Het is opgetrokken in roodbruine baksteen op een rechthoekige plattegrond. De gedrukte begane grond heeft rechtgesloten vensters en wordt afgesloten door een geprofileerde cordonlijst. De vensters op de bel-etage hebben rondvormige ontlastingsbogen. Alle vensters in de voorgevel, behalve het venster in de geveltop, hebben een vrouwenkopje in de sluitsteen. De geveltop is afgedekt met lijstwerk en een doorlopende bovendorpelband boven het venster. Het zadeldak is belegd met een zwarte Friese golfpan. Het smeedijzeren hekwerk aan straatzijde stamt uit de bouwtijd van het huis.

### Waardering
Het pand werd in 1995 als rijksmonument opgenomen in het monumentenregister, onder meer vanwege het "algemeen belang uit stedebouwkundig, cultuurhistorisch en architectuurhistorisch oogpunt als gaaf onderdeel van de hoogwaardige stedebouwkundige structuur van de singelreeks langs de zuidkant van de binnenstad van Groningen".